# Ripley (Illinois)
Ripley ist ein Village im Brown County im Westen des US-amerikanischen Bundesstaates Illinois. Das U.S. Census Bureau hat bei der Volkszählung 2020 eine Einwohnerzahl von 53 ermittelt.

## Geografie
Ripley liegt auf 40°01'26" nördlicher Breite und 90°38'20" westlicher Länge. Die Stadt erstreckt sich über eine Fläche von 1,0 km², die ausschließlich aus Landfläche besteht.
Ripley liegt 15,4 km westlich des Illinois River und 76,3 km östlich des Mississippi River, der die Grenze nach Missouri bildet.
Durch Ripley verläuft der U.S. Highway 24, von dem östlich des Ortes die Illinois State Route 103 abzweigt.
Illinois’ Hauptstadt Springfield liegt 92,6 km in ostsüdöstlicher Richtung, Chicago 390 km im Nordosten, die Quad Cities 180 km im Norden und St. Louis 202 km im Süden.

## Demografische Daten
Bei der Volkszählung im Jahre 2000 wurde eine Einwohnerzahl von 103 ermittelt. Diese verteilten sich auf 43 Haushalte in 31 Familien. Die Bevölkerungsdichte lag bei 104,7/km². Es gab 50 Gebäude, was einer Bebauungsdichte von 50,8/km² entsprach.
Die Bevölkerung bestand im Jahre 2000 zu 100 % aus Weißen.
16,5 % waren unter 18 Jahren, 8,7 % zwischen 18 und 24, 27,2 % von 25 bis 44, 26,2 % von 45 bis 64 und 21,4 % 65 und älter. Das durchschnittliche Alter lag bei 44 Jahren. Auf 100 Frauen kamen statistisch 128,9 Männer, bei den über 18-Jährigen 120,5.
Das durchschnittliche Einkommen pro Haushalt betrug $31.250, das durchschnittliche Familieneinkommen $39.375. Das Einkommen der Männer lag durchschnittlich bei $26.250, das der Frauen bei $20.417. Das Pro-Kopf-Einkommen belief sich auf $12.210. Rund 11,4 % der Familien und 7,9 % der Gesamtbevölkerung lagen mit ihrem Einkommen unter der Armutsgrenze.